# Zahr-el-Din el-Najem
Zahr-el-Din Abdullah el-Najem (arabisch زهر الدين عبد الله النجم, DMG Zahr ad-Dīn ʿAbd Allāh an-Naǧm; * 11. Januar 1977) ist ein ehemaliger syrischer Sprinter und Hürdenläufer, der sich auf die 400-Meter-Distanz spezialisiert hat.

## Sportliche Laufbahn
Erste Erfahrungen bei internationalen Meisterschaften sammelte Zahr-el-Din el-Najem vermutlich im Jahr 1996, als er bei den Juniorenweltmeisterschaften in Sydney mit 55,32 s in der ersten Runde im 400-Meter-Hürdenlauf ausschied. 1998 nahm er an den Asienspielen in Bangkok teil und belegte dort in 51,04 s den sechsten Platz. Im Jahr darauf gewann er bei den Panarabischen Spielen in Irbid in 50,38 s die Silbermedaille hinter Hadi Soua’an al-Somaily aus Saudi-Arabien und anschließend schied er bei den Weltmeisterschaften in Sevilla mit 50,35 s in der ersten Runde aus. Zudem gewann er bei den Arabischen Meisterschaften in Beirut in 50,66 s die Silbermedaille hinter al-Somaily. 2000 gewann er bei den Asienmeisterschaften in Jakarta in 49,67 s die Bronzemedaille hinter al-Somaily und Harijan Ratnayake aus Sri Lanka und anschließend schied er bei den Olympischen Sommerspielen in Sydney mit 52,70 s im Vorlauf über 400 m Hürden aus. Im Jahr darauf gewann er bei den Arabischen Meisterschaften in Damaskus in 51,02 s die Bronzemedaille hinter dem Katarer Mubarak al-Nubi und Bader Abdul Rahman al-Fulaij aus Kuwait und anschließend schied er bei den Mittelmeerspielen in Tunis mit 53,65 s im Vorlauf aus. 2002 gewann er bei den Westasienspielen in Kuwait in 51,15 s die Bronzemedaille hinter al-Somaily aus Saudi-Arabien und al-Fulaij aus Kuwait. Im Jahr darauf gewann er bei den Arabischen Meisterschaften in Amman in 51,21 s die Bronzemedaille hinter dem Katarer al-Nubi und Ibrahim al-Hamaidi aus Saudi-Arabien. 2004 belegte er bei den erstmals ausgetragenen Hallenasienmeisterschaften in Teheran in 49,33 s den vierten Platz und im Oktober gewann er bei den Panarabischen Spielen in Algier in 50,55 s die Bronzemedaille über 400 m Hürden hinter den Saudi-Arabern al-Somaily und al-Hamaidi. Daraufhin beendete er seine aktive sportliche Karriere im Alter von 27 Jahren.

## Persönliche Bestzeiten
- 400 Meter: 48,32 s, 19. Juni 2001 in Trafford
  - 400 Meter (Halle): 49,33 s, 8. Februar 2004 in Teheran (syrischer Rekord)
- 400 m Hürden: 49,67 s, 31. August 2000 in Jakarta